# 儿童圆桌会屠华言论争议
2013年10月16日，美國廣播公司（英語：ABC）旗下節目《吉米·坎摩爾直播秀》（英語：Jimmy Kimmel Live!）播出一期〈兒童圓桌會〉，節目中有4個6歲左右的小朋友坐在一起模仿國家議會討論國家大事，當吉米問到「美國政府欠了中國1.3萬億美元該怎麼辦？」時，一名男孩答道：「我們應該繞到地球那邊去，把中國人都杀光（Kill everyone in China）」！吉米雖然沒有鼓勵，但也沒有嚴肅否定，而是似乎是帶有反諷意味地笑着說「是個有趣的想法」（interesting idea）。接着，孩子们又针对「杀光」的可能性进行幼稚的辩论，吉米打断了他们，并说这是一期「有趣的《儿童圆桌会》『蒼蠅王』特辑」。
男孩的回答以及吉米的反應引起全球華人的強烈不滿，隨後出現美國歷史上規模最大的華人遊行活動，中國的網絡上也到處是對此事的聲討及議論。目前，吉米已公開道歉，美國廣播公司也公開道歉並承諾永久停播〈兒童圓桌會〉。

## 事件过程
2013年美國政府停擺事件闹得沸沸扬扬。2013年10月16日，就在政府即將重新「開張」之际，美國廣播公司节目《吉米·坎摩爾直播秀》播出了一期〈兒童圓桌會〉专题。〈兒童圓桌會〉（英語：Kids' Table）是《吉米·坎摩爾直播秀》的一个栏目，吉米在节目中表示「人们都說議員賭氣就像小孩子......如果找来一群真正的小孩子，他们对于政府停摆的意见一定很有趣」，于是请来6至7岁的两男两女共四名儿童，模仿国家议员坐在一起开会讨论国家大事。
吉米先问了「什么是政治」、「什么是政府停摆」等问题後，问到「美國政府欠了中國1.3萬億美元，該如何还钱？」其中一位男孩答道：「我们可以绕道地球的另一边，杀光中国人（Kill everyone in China）！」吉米则笑着说：「杀光中国人？好吧，是个有趣的想法」（It's an interesting idea）而後几名儿童分别答道：「建一座高墙（挡住中国人）」，「不还钱」。吉米反问：「如果我们不还钱，他们就不会再借了」。当几个孩子表示恍然大悟及赞同後，吉米又问：「所以我们该还钱吗？」这次四个孩子均表示赞同。吉米这时对刚表示「杀光中国人」的男孩说：「你刚才还说要杀光中国人」，当他们大笑时，吉米表示：「我们是否该留中国人一条活路？」（Should we leave Chinese alive?）除了表示「杀光中国人」的男孩说「不应该」之外，几名孩子都回答「是」。接着，孩子们又针对「杀光」的可能性进行幼稚的辩论，吉米打断了他们，并说这是一期「有趣的《儿童圆桌会》『蒼蠅王』特辑」。（《蒼蠅王》是諾貝爾文學獎得主威廉·戈尔丁的代表作，1960年後被美國許多中學與大學列為必讀书。小说讲述一群男孩流落到海中孤岛後发生的事情，借助孩子的衝突與暴力行為来批判人性中的恶。）

## 事后反应
节目播出後，在当地华人中引起轩然大波，被指是「辱华言论」。在中国大陆的网络上，大家也对「辱华言论」表达愤慨。但也有一些中国人表示这是文化差异引起的误解，并不是眞的辱华。

### 辱中觀點

#### 媒體
彭博社報導引用了財經網專欄作家一嫻的評論：「殺光中國人當然是不可能的，但是這樣貌似童言無忌的仇視語言公開播出，對華人是一個警醒。當年對猶太人的迫害，一開始也是從兒童卡通等醜化猶太人開始。」
趙宇空在奧蘭多最大報紙《奧蘭多衛報》發表專欄，指殺光中國人的言論違反美國的普世價值。
Charleston C.K. Wang在辛辛那提地區最大報紙《辛辛那提询问报》發表專欄，指殺光中國人的言論危害所有美國人。

#### 白宫请愿
10月19日，有网民在白宫我们人民网站请愿《调查ABC节目吉米·坎摩爾〈儿童圆桌会〉政府停摆特辑》（Investigate Jimmy Kimmel Kid's Table Government Shutdown Show on ABC Network），表示「对于节目中的言论感到非常不安」，「孩子们可能不懂事，但吉米和ABC的管理者都是成年人，他们可以选择不播出这个煽动促进种族仇恨的节目。这个节目是完全不可接受的，必须立刻停播。」请愿书还要求ABC道歉，称「这是非常令人反感，这是在纳粹德国对犹太人的人用同样的说辞。ABC请立即停播节目，并做出一个正式的道歉。」据美国《侨报》报道，11月6日美国东部时间将近下午6时，这则白宫请愿签名已达10万人。按照白宫的解释，这意味着白宫必须对这个请愿给予答覆。

#### 华人游行
节目播出后，引起了当地华人的强烈反响，认为“杀光中国人”是辱华言论。美国華盛頓、纽约、旧金山、洛杉矶、休斯敦等20多城市陆续爆发了大规模的华人抗议活动，要求美国广播公司为此道歉。據報導，大概有上万名华人参与示威活動。这也是美国有史以来参加城市最多、规模最大的一次华人游行。
- 洛杉磯

美國當地時間9日上午，已有5000名左右的抗议者聚集在ABC总部办公大楼抗议示威，要求ABC官方正式道歉，并解雇发表辱华言论的主持人吉米·坎摩爾。现场挥舞着抗议标语、五星红旗和美国星条旗，高喊着「开除坎摩爾」、「教唆孩子殺戮是犯罪」、「要愛不要殺戮」等口号。在整个抗议过程中，ABC的办公大楼大门紧闭，没有人出来与抗议者沟通，抗议活动组织者只好将一封写给ABC的抗议信放在了紧锁的大门前。
- 舊金山

9日中午1时许，逾千名华人华侨聚集在旧金山市政府广场前呼喊口号。
- 紐約

在纽约的时代广场，约500名华人也高举旗帜进行大示威抗议活动，當中包括呼叫口号的前香港著名播音員葛劍青。
- 華盛頓

在首都华盛顿的国会山周边，也有大批华人示威游行。

#### 其他
华人在未名空间BBS、脸书（FACEBOOK）、人人网、微博等社交网络上号召华人给ABC高层、议员写信抗议、鼓励华人多多参与选举，提升政治话语权等。
在部分在美亞裔开设的博客中，也對節目展開批評；其中，為波士頓華人社區服務的線上期刊《波士頓人》刊文：「播放這些種族主義和滅絕討論，吉米先生，這根本不好笑。」

### 反對辱中觀點
在事件的反應中，也有一些人不支持遊行活動或不认同有辱华观点。

#### 媒体
法国国际广播电台表示，“杀光中国人”并非辱华，也与种族歧视无关。中国政府控制媒体片面报道，煽动民众仇恨并误导海内外华人是不明智的。
美国之音标题：美幼童“杀死中国人”话引轩然大波，ABC遭中方抨击。并指出在美国人人享有言论自由，华人群可以上街游行而无须政府批准，美国电视台也可以随意播放节目。

#### 文化隔阂
專欄作家Rich Lowry認為，不需要多少幽默感，就能看出〈兒童圓桌會〉是讓孩子說出無害而荒謬可笑想法的地方。如果要嚴肅的討論國債議題，會在更合適的地方討論。
也有反對者認為，吉米所說的「有趣」未必是反讽，而吉米更不该笑着说「有趣」。

#### 童言无忌
也有網民認為，對小孩的話不用當真。

#### 其他
一部分网民表示：华人没必要提出解雇吉米的要求，对方已经做出道歉，如果一定要挥动「维护权益」的大旗，那应该透过法律途径，状告ABC公司及吉米。该事件中，人们忽略了发表「杀光中国人」言论的儿童及其父母，我们更应该追究其父母的教育的问题，要求其父母道歉，而非吉米的节目。

## 道歉

### 吉米及ABC道歉
游行发生後，ABC高层致信美国华人团体表示道歉，11月8日於官網上發佈公開道歉聲明，表示永遠取消〈兒童圓桌會〉，將這期節目影片存檔從官網上永久移除，也不會再在節目中出現，並承诺将加强节目审查制度以杜绝辱华言论类似事件再次发生。
吉米在随后节目中道歉後，又於10月30日親自出面洛杉磯抗議現場鞠躬道歉，承諾會作出正式文字道歉聲明，並翻譯為中文放在網上。他也表示不會為此辭職，今後也不會再在節目中作出道歉。

### 道歉"无诚意"，再惹游行
吉米及ABC道歉之後，「全美抗议游行」活动发起人、洛杉矶北京青年爱国同乡会会长王湉表示，10月30日的洛杉矶游行，吉米亲自出面承诺一两天内会亲手写一封道歉信，并翻译成中文放到网上向大家道歉。可是两天过去了，吉米的道歉信却没有出现。他所谓的道歉完全没有诚意。他憤怒地表示「随后联系了吉米的经纪人，对方先是说在准备中，再后来却不接电话了。吉米又骗了我们一次，他说好要道歉认错的，却没有做到，我们再也不能忍气吞声了。」
美东华人社团联合总会常务副主席花俊雄也表示，此次的抗议活动还没有得到ABC的进一步回应，一些华人的诉求还未达到，目前还没有规划下一步的活动。不排除在接下来组织更大规模的示威游行。截止至11月10日，抗议者人数已经过万，创下了美国建国以来的最大规模华人抗议的记录。

## 白宫回应请愿
因请愿人数于2013年10月即达到10万人，按照规定，白宫必须正面回应請願。2014年1月10日，白宫正式回应道：
|  | 谢谢你们的请愿，你们请愿要求有关人员道歉并停播节目。有关各方已经独立道歉。吉米·基梅尔已经在节目中道歉，并出具了书面道歉。ABC电视台已经从网上取下该节目，ABC在对该事件的反应中已经详细说明了在节目审查中的改变......在更广的层面，总统已经公开表态，美国欢迎中国继续和平崛起。由于宪法第一修正案保护言论自由，联邦政府不能强迫ABC取消该节目.......如果你们认为这个问题需要更详细的审查，那么可以向联邦通信委员会提起投诉。 |